# Daniel Björnquist
Daniel Björnquist, född 8 januari 1989, är en svensk fotbollsspelare. 

## Klubbkarriär
Björnquist inledde sin fotbollskarriär i Örebroklubben Sköllersta IF. År 2008 flyttades Björnquist upp till A-laget men gick 2009 vidare till Örebro SK Ungdom, där han spelade fram till 2011 innan han gick vidare till BK Forward.
Efter ett år med BK Forward i Division 1 Norra gick han tillbaka till Örebro SK, denna gång till A-laget. I Örebro SK spelade Björnquist först vänsterback men flyttades sedan över på högerkanten. Under sina tre år i klubben var han oavsett position ordinarie på planen och spelade 95 allsvenska matcher. Efter säsongen 2016 förlängdes inte hans kontrakt och han fick lämna klubben.
I januari 2017 värvades Björnquist av AFC Eskilstuna. Kontraktet sträckte sig över ett år och hade en option på ytterligare ett år. AFC Eskilstuna hamnade sist i Allsvenskan 2017 och Björnquist valde att inte utnyttja optionen utan lämnade laget.
19 december 2017 skrev han nytt kontrakt med Örebro SK, denna gång på tre år.